# Фридрих II (курфюрст Саксонии)
Фридрих II Кроткий (нем. Friedrich II. der Sanftmütige; 22 августа 1412, Лейпциг — 7 сентября 1464, Лейпциг) — курфюрст Саксонии, старший сын Фридриха I и его супруги Катерины Брауншвейг-Люнебургской.

## Биография
Стал курфюрстом 4 января 1428 после смерти отца и вместе со своими братьями, Сигизмундом, Генрихом и Вильгельмом, наследовал все остальные владения мейссенского дома.

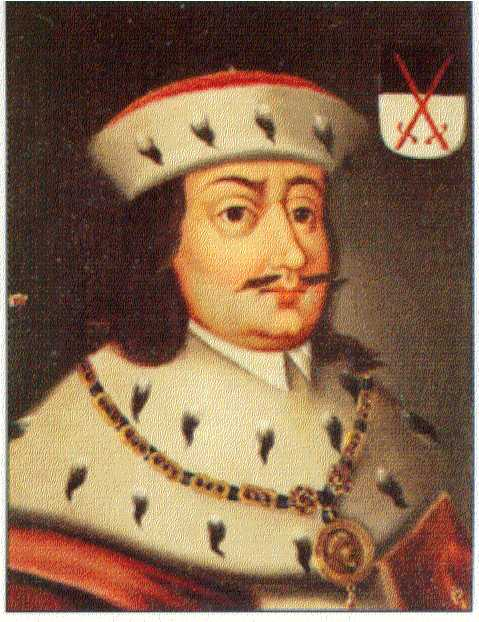
Фридрих II

До 1432 года он должен был всё время защищать свою страну от опустошительных набегов гуситов. В 1431 году принимал участие в крестовом походе против гуситов, окончившемся поражением при Таусе. Ловкий и пронырливый, Фридрих всюду искал только личной выгоды. После смерти бездетного тюрингенского ландграфа Фридриха Миролюбивого (1440), Фридрих и его брат, Вильгельм, получили в наследство его земли, после чего все земли веттинского дома снова соединились под одной властью.
Это наследство послужило поводом к открытой борьбе между братьями, давно уже недовольными друг другом. Вильгельм, находя себя обиженным при разделе наследства в Альтенбургском делении, вступил в тайные сношения с архиепископом магдебургским. Военные действия открыл, однако, Фридрих. Он напал в 1445 году на Тюрингию, и таким образом началась Саксонская братская война, закончившаяся в 1451 году Наумбургским миром. Фридрих вступил в союз с Габсбургским домом, а Вильгельм получил помощь от богемцев, наняв у них 9000 человек.
Непосредственно после этой войны имело место так называемое «Похищение саксонских принцев» (Sächsischer Prinzenraub). Оскорблённый Фридрихом дворянин Кунц фон Кауфунген, вместе с другими дворянами, похитил в 1455 году двух сыновей Фридриха, Эрнста и Альбрехта, из Альтенбургского замка, но они вскоре были возвращены.

## Семья
В 1431 году женился на Маргарите Австрийской (1416—1486), сестре императора Фридриха III, избранию которого императором он в значительной степени содействовал. У супругов родились:
- Амалия (1436—1501), с 1452 года замужем за герцогом Людвигом IX Ландсгут-Баварским (1417—1479),
- Анна (1437—1512), с 1458 года замужем за курфюрстом Альбрехтом Ахиллом Бранденбургским (1414—1486),
- Фридрих (1439—1451)
- Эрнст (1441—1486)
- Альбрехт (1443—1500)
- Маргарита (1444—ок.1491), с 1463 года аббатиса в Зейслице,
- Хедвига[нем.] (1445—1511), с 1458 года аббатиса в Кведлингбурге,
- Александр (1447)

Фридриху наследовал его сын Эрнст, курфюрст саксонский.